# مذبحة كارانديرو
مذبحة كارانديرو وقعت يوم الجمعة 2 أكتوبر 1992، في سجن كارانديرو في ساو باولو البرازيل، عندما اقتحمت الشرطة العسكرية السجن في أعقاب أعمال شغب داخل السجن. المذبحة التي خلفت 111 قتيلاً يعتبرها كثير من الناس انتهاكًا جسيمًا لحقوق الإنسان.

## الحادثة
بدأ الحادث بتمرد السجناء. حوالي الساعة 13:30 دخلت مجموعتان في قتال بعد مباراة في كرة القدم. تصاعد القتال بسرعة إلى أعمال شغب في السجن استمرت ثلاث ساعات. ووردت أنباء عن قيام السجناء بمهاجمة بعضهم البعض بالسكاكين والأنابيب. تألف الصراع من 2.069 سجينًا ضد 15 حارساً، مما أدى إلى فقدان الحراس السيطرة على السجناء بسرعة. حوالي الساعة 14:15 أبلغ مدير السجن الدكتور خوسيه إسماعيل بيدروسا الشرطة العسكرية المحلية بوليسيا ميليتار دو إستادو دي ساو باولو عن الانتفاضة. أعطي الجيش القيادة الكاملة للسجن عند وصوله حوالي الساعة 14:30. على الرغم من أن المدير أراد التفاوض مع السجناء بواسطة مكبر صوت، فقد أوقفه موظفوه لأن الشرطة كادت تسحقه. تم تجريد السجناء من ملابسهم وحبسهم في زنازينهم وإطلاق النار عليهم. وقتلت كلاب بوليسية سجناء آخرين. أطلقت الشرطة سراح كلابهم في محل الحلاقة حيث تم نقل الأسرى الجرحى. كان المركز مركزًا للاحتجاز وليس سجنًا، مما يعني أن النزلاء لم يحاكموا أو يُدانوا.
بحلول نهاية اليوم قتل 111 سجيناً وأصيب 37 آخرون. تشير الأدلة إلى أنه تم العثور على 515 رصاصة في أجساد السجناء. كما تم العثور على جروح ناجمة عن أعيرة نارية في الوجه والرأس والحلق والصدر. ولم يصب أي من رجال الشرطة.

## ما بعد المذبحة
كانت البلاد في حالة صدمة كبيرة من المجزرة. تم رفع القضية أمام لجنة الدول الأمريكية من قبل مركز العدالة والقانون الدولي، ولجنة تيوتونيو فيليلا لحقوق الإنسان، وهيومن رايتس ووتش، وفي عام 2000 وبعد ثماني سنوات من المجزرة أدينت البرازيل بسببها. في عام 2013 حضر مئات الأشخاص وقفة احتجاجية متعددة الأديان في ساو باولو لإحياء ذكرى القتلى في المذبحة. وقد طالب أقارب القتلى ونشطاء حقوق الإنسان بالعدالة وطالبوا بها. وقد أدت الوقفات الاحتجاجية والنداءات من أجل العدالة إلى عدة محاكمات للضباط المتورطين في المجزرة في نفس العام. حُكم على قائد العملية العقيد أوبيراتان غيماريش في البداية بالسجن 632 عامًا لإساءة تعامله مع التمرد والمذبحة اللاحقة. كان مسؤولاً عن وحدة الشرطة الخاصة روتا المعروفة باتباعها نهجًا عدوانيًا في التعامل مع الاضطرابات المدنية. في 16 فبراير 2006 ألغت محكمة برازيلية إدانة غيماريش بسبب مزاعم سوء المحاكمة، قبلت المحكمة حجته بأنه كان «يتبع الأوامر» فقط. تم اغتيال غيماريش الذي كان أيضًا عضوًا في المجلس التشريعي لولاية ساو باولو في سبتمبر 2006. على الرغم من أنه ليس مؤكدًا تمامًا يبدو أن وفاته كانت نتيجة لدوره في المجزرة.
كانت النتيجة المباشرة الأخرى لأعمال الشغب والتعامل مع أعمال الشغب توحيد السجناء. يقال إن إحدى العصابات البرازيلية الأكثر شهرة وهي قيادة العاصمة الأولى، قد تشكلت في عام 1993 كرد فعل على الحدث. انضم أعضاء العصابة الناجون إلى صفوف السجناء الآخرين لتوفير الحماية من الشرطة. ويعتقد أن الجماعة مسؤولة عن وفاة خوسيه إسماعيل بيدروسا مدير السجن في ذلك الوقت. بعد سنوات من الضغوط الوطنية والدولية تم هدم السجن في 8 ديسمبر 2002، وتحول المجمع السابق إلى حديقة. كما حظيت المذبحة باهتمام دولي. ومن الأمثلة على ذلك صحيفة نيويورك تايمز التي نشرت مقالاً بعنوان «مقتل 111 شخصاً عندما اقتحمت الشرطة سجن برازيلي أثناء شغب نزيل» في نفس العام الذي حدثت فيه المجزرة. كما حظيت المذبحة باهتمام من هيئة الإذاعة البريطانية حيث قامت بالعديد من المقالات في السنوات العديدة الماضية حول الوقفات الاحتجاجية والمحاكمات. أثارت المذبحة أيضًا مناقشات مستمرة، في البرازيل وعلى المستوى الدولي حول نظام السجون في البرازيل. في عام 2017 نشرت صحيفة نيويورك تايمز مقالاً بعنوان «نظام السجون المميت في البرازيل». كما وثقت جماعات حقوق الإنسان مثل هيومن رايتس ووتش إحصائيات عن عنف الشرطة وحالات التبرئة في البرازيل.